# ファイナル・デスティネーション
『ファイナル・デスティネーション』（Final Destination）は、2000年にアメリカで公開されたホラー・サスペンス映画。
凄惨な飛行機事故を予知して回避した若者たちが逃れられない死の運命に次々とさらされる恐怖を描く。
本作は『X-ファイル』や『ミレニアム』の脚本家として知られるジェームズ・ウォンの劇場映画監督デビュー作品である。元々、ジェフリー・レディックが『X-ファイル』のエピソードとして考案したものを、グレン・モーガンとジェームズ・ウォンが劇場映画向けの脚本に仕上げた。
襲いかかる敵が、これまでのホラー映画の定番であった連続殺人鬼ではなく、「死の運命」という目に見えない力である斬新な設定が話題を呼び、スマッシュヒットを記録、以後続編全5作品が作られる人気シリーズへと成長し、小説化もされている。ちなみに続編の冒頭で事故が起こる舞台は2作目が高速道路、3作目が遊園地のローラーコースター、4作目がサーキット、5作目が吊り橋となっている。

## 概要
- タイトルは直訳すると「最終目的地」または「終点」で、つまり「死」を示唆している[4]。
- 製作時仮題「FLIGHT 180」、台湾での訳題は「絶命終結站」。
- アメリカ劇場公開2000年3月17日。日本劇場公開2001年1月20日。
- 2001年度サターン賞ホラー映画賞受賞。主演のデヴォン・サワが若手俳優賞受賞。
- 作中に挿入されている事故現場のシーンは、1996年に発生したTWA800便墜落事故の実際の報道映像である。また墜落時刻や目的地などの事故の概略はほぼ同じである。

## ストーリー
パリへ10日間の修学旅行に向かう高校生のアレックス・ブラウニングは、飛行機が大爆発する夢を見て騒ぎを起こし、離陸前に飛行機を降ろされてしまう。巻き添えをくった友人や教師らを残して離陸した飛行機はアレックスの夢のとおり空中で爆発、このことがわかっていたことでアレックスはFBIから「飛行機事故を仕掛けた首謀者」と疑われ、周囲からも気味悪がられ孤立してしまう。
運良く生き残ったかに思われた7人だったが、アレックスは再び死の予感を感じ親友のトッド・ワグナーの家に向かう。しかしトッドは浴室で足を滑らせ、洗剤がこぼれていたバスタブの中に転げ落ち、その拍子に首に巻きついた洗濯ロープによって縊死していた。翌日、アレックスは自分と同じように胸騒ぎを感じていたクレア・リバースと共に死体安置所に行き、そこで出会った葬儀屋のウィリアム・ブラッドワースからの助言で、本来死ぬ運命だった自分たちを殺すために、死神が新たな計画を実行している可能性を考えるようになる。その矢先、偶然カフェに生存者6人が集まった際に、テリー・チェイニーが車道に一歩踏み出した瞬間に猛スピードで横切ったバスに轢かれ死亡する。
その後、アレックスはテレビで説明された飛行機事故の爆発経路から、本来死ぬはずだった順番でトッドとテリーが死んだため次が教師のヴァレリー・ルートンであることに気づく。しかしルートンは注いでいたコップからこぼれた酒によるショートで爆発したCRTモニターの破片が首に刺さったことで重傷を負った上、出血を抑えるために手に取ろうとしたタオルに引っかかっていた包丁が胸に突き刺さったことで死亡、酒が引火したことで家は爆発を起こす。その前後にルートンを心配したことで彼女の家に駆けつけていたアレックスは警察から追われる立場となる。
アレックスは生き残った他の3人と合流するが、次に死ぬのが自分だと悟りヤケを起こしたカーター・ホートンは、他の3人を乗せたまま自家用車で爆走した上に踏切で停車し自殺を図る。アレックスとクレアの説得で思い直したカーターは、動作不能となった状態で車内に閉じ込められるが、列車と接触する寸前でアレックスに助けられる。しかしその直後、大破した車の鋭利な破片が列車に撥ね飛ばされ、それによってビリー・ヒッチコックが頭部を切断されて死亡する。アレックスたちは、カーターを助けたことによって死の順番がカーターの次のビリーに回ったことを知る。
次に死ぬのが自分だと考えたアレックスは山小屋にこもるが、夢と違って現実では飛行機の離陸直前で席交換を行わなかったことを思い出し、次に本当に死ぬのがクレアであることに気づく。一方、クレアの自宅付近では高圧線の電線が切れ、自宅の電気系統がショートして爆発を起こしていた。クレアは感電を防ぐために部屋から自動車に乗り込むが車は故障し、そのまま電線の火花から炎が燃え上がる。しかし車が爆発する寸前でアレックスが駆けつけ、クレアを救出する。
それから6か月後、生き残った3人は飛行機でパリに旅行に来ていた。街で一連の事件のことを思い返す中で、アレックスは再び新たな死の計画が実行されることを予感する。直後にバスが事故を起こし、跳ね飛ばされた標札の支柱によって看板が落下。直撃する寸前にアレックスはカーターに助けられる。アレックスを飛び越え死の順番が回ってきたカーターに向かって、宙吊りになった看板が迫り、物語は幕を閉じる。

## 登場人物
主要な登場人物の名前は、往年のホラー映画の監督やスターたちからとったものである。

### 飛行機事故から逃れた7人
アレックス・ブラウニング
主人公。飛行機の爆発事故を予知し、自身の起こした騒動に巻き込む形でクレアを始めとする6人と共に事故から逃れる。洞察力と推理力に優れている。
本作では最後まで生き残るが、次作の『デッドコースター』にて家屋のレンガが頭部を直撃し死亡していたことが明らかになった。
誕生日は9月25日で、偶然にも180便の出発時刻の午後9時25分と数字が一致していた。
名前の由来はトッド・ブラウニング（魔人ドラキュラ（1931）監督）から。
クレア・リバース
飛行機に乗る際にアレックス同様に何らかの不安を感じ取ったことで唯一アレックスの話を信用し、自発的に飛行機を降りた女生徒。父親は既に他界しており、母親とは疎遠で、現在は犬と一緒に一軒家で一人暮らしをしている。物語終盤でアレックスに助けられた後、彼の恋人となる。
カーター・ホートン
血の気が多い粗暴な性格で、アレックスとはあまり仲が良くなかったため、予知夢を見たと訴えるアレックスに喧嘩を売って取っ組み合いとなり、その騒動によって飛行機を降ろされた。その後もアレックスに喧嘩腰な態度をとることが多かった。しかし、飛行機事故のショックで精神的に不安定となり、荒れた生活を送るなど、実は繊細な一面もある。
ビリー・ヒッチコック
アレックスが起こした騒動のどさくさに紛れて飛行機から降りた生徒。空港へ引き返したその直後、飛行機の爆発の瞬間を目撃した。性格はお調子者の三枚目で、クラスメイトからも軽く扱われることが多い。
名前の由来はアルフレッド・ヒッチコック（サイコ（1960）監督）から。
ヴァレリー・ルートン
アレックスたちが通う高校の教師。引率教師の1人として、飛行機を降ろされたアレックスたちに付き添うために飛行機を降りた。飛行機事故のショックからかなり精神的に不安定となり、その責任をアレックスに押し付け、彼を拒絶するような態度を見せるようになった。
名前の由来はヴァル・リュートン（キャット・ピープル（1942）製作）から。
テリー・チェイニー
カーターの彼女。アレックスとの喧嘩で飛行機を摘み出されたカーターに付き添うために飛行機を降りた。気は強いが喧嘩は嫌い。
名前の由来はロン・チェイニー（オペラ座の怪人（1925）俳優）から。
トッド・ワグナー
アレックスの親友。パニックを起こして飛行機から摘み出されたアレックスの様子を見に行くために飛行機から降りた。その時の事故で兄のジョージを失うが、飛行機事故を予知したアレックスを責めることはなく、周囲から孤立するアレックスを最後まで見捨てようとせず、変わらず親友として接する良き理解者。
名前の由来はジョージ・ワグナー（狼男の殺人（1941）監督）から。

### その他の人物
ラリー・ムルナウ
アレックスたちが通う高校の教師。アレックス達の起こした揉め事で一度は空港に戻るが、パリに詳しいために引率教師の1人として飛行機へ戻ってしまい、爆発事故で死亡。
名前の由来はF・W・ムルナウ（吸血鬼ノスフェラトゥ（1920）監督）から。
ジョージ・ワグナー
トッドの兄。トッドと同じくアレックスと仲が良く、パニックを起こして飛行機から摘み出されたアレックスの様子を見に行くよう弟を空港へ行かせて自分は飛行機に残ってしまい、爆発事故で死亡。
クリスタ、ブレイク
トッドが密かに意識しているクラスのマドンナ的存在の二人の女生徒。爆発事故で死亡。
ヴァイン捜査官、シュレック捜査官
FBI捜査官。飛行機事故を予知したアレックスが事故を引き起こしたのではないかと疑う。
シュレック捜査官の名前の由来はマックス・シュレック（吸血鬼ノスフェラトゥ（1920）俳優）から。
ウィリアム・ブラッドワース
葬儀屋。死の運命に詳しく、アレックスとクレアに謎の助言を与えるが、詳しい素性は謎に包まれている。
ハワード・シーゲル
運輸安全委員会の人間。

## キャスト
| 役名                                 | 俳優                           | 日本語吹替                                                    | 日本語吹替                                                                       |
| 役名                                 | 俳優                           | ソフト版                                                      | テレビ朝日版                                                                     |
| ------------------------------------ | ------------------------------ | ------------------------------------------------------------- | -------------------------------------------------------------------------------- |
| アレックス・ブラウニング             | デヴォン・サワ                 | 三木眞一郎                                                    | 草尾毅                                                                           |
| クレア・リバース                     | アリ・ラーター                 | 朴璐美                                                        | 冬馬由美                                                                         |
| カーター・ホートン                   | カー・スミス                   | 石田彰                                                        | 伊藤健太郎                                                                       |
| ウィリアム・ブラッドワース           | トニー・トッド                 | 銀河万丈                                                      | 西凛太朗                                                                         |
| ヴァレリー・ルートン                 | クリステン・クローク           | 山像かおり                                                    | 金野恵子                                                                         |
| ビリー・ヒッチコック                 | ショーン・ウィリアム・スコット | 小西克幸                                                      | 松本大                                                                           |
| テリー・チェイニー                   | アマンダ・デトマー             | 落合るみ                                                      | 岡村明美                                                                         |
| トッド・ワグナー                     | チャド・ドネッラ               | 真殿光昭                                                      | 私市淳                                                                           |
| ジョージ・ワグナー                   | ブレンダン・フェア             | 川本克彦                                                      | 岡田貴之                                                                         |
| ラリー・ムルナウ                     | フォーブス・アンガス           | 岩崎ひろし                                                    | 後藤哲夫                                                                         |
| ケン・ブラウニング（アレックスの父） | ロバート・ウィスデン           | 内田直哉                                                      | 田原アルノ                                                                       |
| Mr.ワグナー（トッドとジョージの父）  | ラリー・ギルマン               | 宗矢樹頼                                                      | 大黒和広                                                                         |
| ヴァイン捜査官                       | ダニエル・ローバック           | 野島昭生                                                      | 野島昭生                                                                         |
| シュレック捜査官                     | ロジャー・グーンヴァー・スミス | 田中正彦                                                      | 金尾哲夫                                                                         |
| ハワード・シーゲル                   | フレッド・キーティング         | 谷昌樹                                                        | 大黒和広                                                                         |
| 牧師                                 | ジョン・ハインズワース         | 宗矢樹頼                                                      | 大黒和広                                                                         |
| TVのニュースキャスター               | マレット・グリーン             | 岩崎ひろし                                                    | 後藤哲夫                                                                         |
| フライトアテンダント                 | ランディ・ストーン             | 高橋翔                                                        | 西凛太朗                                                                         |
| 副操縦士                             | マーク・ホールデン             | 宗矢樹頼                                                      | 大黒和広                                                                         |
| 役不明又はその他                     | N/A                            | 藤原美央子 杉本ゆう さがらえみ 加藤沙織 村竹あおい 小池亜希子 | 石井隆夫 幸田夏穂 椿理沙 後藤邑子 八十川真由野 VieVie 山門久美 高森奈緒 今井麻美 |
|                                      | N/A                            |                                                               |                                                                                  |
| 演出                                 | N/A                            | 神尾千春                                                      | 清水勝則                                                                         |
| 翻訳                                 | N/A                            | 高山美香                                                      | 武満眞樹                                                                         |
| 調整                                 | N/A                            | 兼子芳博                                                      | 金谷和美                                                                         |
| 録音                                 | N/A                            | KSSスタジオ                                                   |                                                                                  |
| 効果                                 | N/A                            |                                                               | 南部満治                                                                         |
| プロデュース                         | N/A                            | 丸山泰之 別府憲治                                             |                                                                                  |
| 制作                                 | N/A                            |                                                               | ザック・プロモーション                                                           |

- テレビ朝日版：初回放送2002年10月27日『日曜洋画劇場』

## もうひとつのエンディング
製作当初は「アレックスはクレアを救うため高圧電線を握り締めて火だるまになり死亡。時は移りクレアが飛行機の離陸時刻だった9時25分に男児を出産、アレックスと命名。また、カーター・ホートンも生き残る。」というエンディングであったが、試写会で不評だったため、新たに200万ドル以上を投じてエンディングを撮り直した。追加撮影が半年後だったため、主役のデヴォン・サワはかなり太ってしまっていたものの画面ではそれほど目立たず、また追加撮影部分がストーリー上も半年後の話となっていたため、違和感をもたせないものとなっている。なお、初期版のエンディングはBD/DVDに特典映像として収録されている。

## 特記
- アレックスが搭乗の時に見下ろした、貨物運搬車の番号は「666」である。
- 劇中に流れる歌を歌ったジョン・デンバーは飛行機事故で死亡している。
- キーワードとなるナンバー"180"だが、元々のタイトルは「Flight 180」だった。
- アレックスとクレアのキャスティングには元々トビー・マグワイアとキルスティン・ダンストが設定されていた。

## スタッフ
- 監督 - ジェームズ・ウォン
- 製作総指揮 - リチャード・ブレナー、ブライアン・ウィッテン
- 脚本 - グレン・モーガン、ジェームズ・ウォン、ジェフリー・レディック
- 音楽 - シャーリー・ウォーカー
- 撮影 - ロバート・マクラクラン
- プロダクションデザイン - ジョン・ウィレット
- 衣装デザイン - ジョリ・ウッドマン
- 特殊メイク - ライアン・ニコルソン
- 特殊効果 - アリエル・ヴェラスコ=ショー、レイ・マッキンタイアJr.

## シリーズ
- 第1作 本作
- 第2作 『デッドコースター』（2003年）
- 第3作 『ファイナル・デッドコースター』（2006年）
- 第4作 『ファイナル・デッドサーキット 3D』（2009年）
- 第5作 『ファイナル・デッドブリッジ』（2011年）
- 第6作 『ファイナル・デッドブラッド（英語版）』（2025年）